# Château de Sakurabora
Le château de Sakurabora (桜洞城, Sakurabora-jō) se trouvait dans la province de Hida, au Japon. Au début du XXIe siècle, Son emplacement correspond à la ville de Gero, préfecture de Gifu. Il avait été construit par le daimyo Mitsuki Naoyori (三木直頼) en 1544, à la fin de l'époque Sengoku.

## Histoire

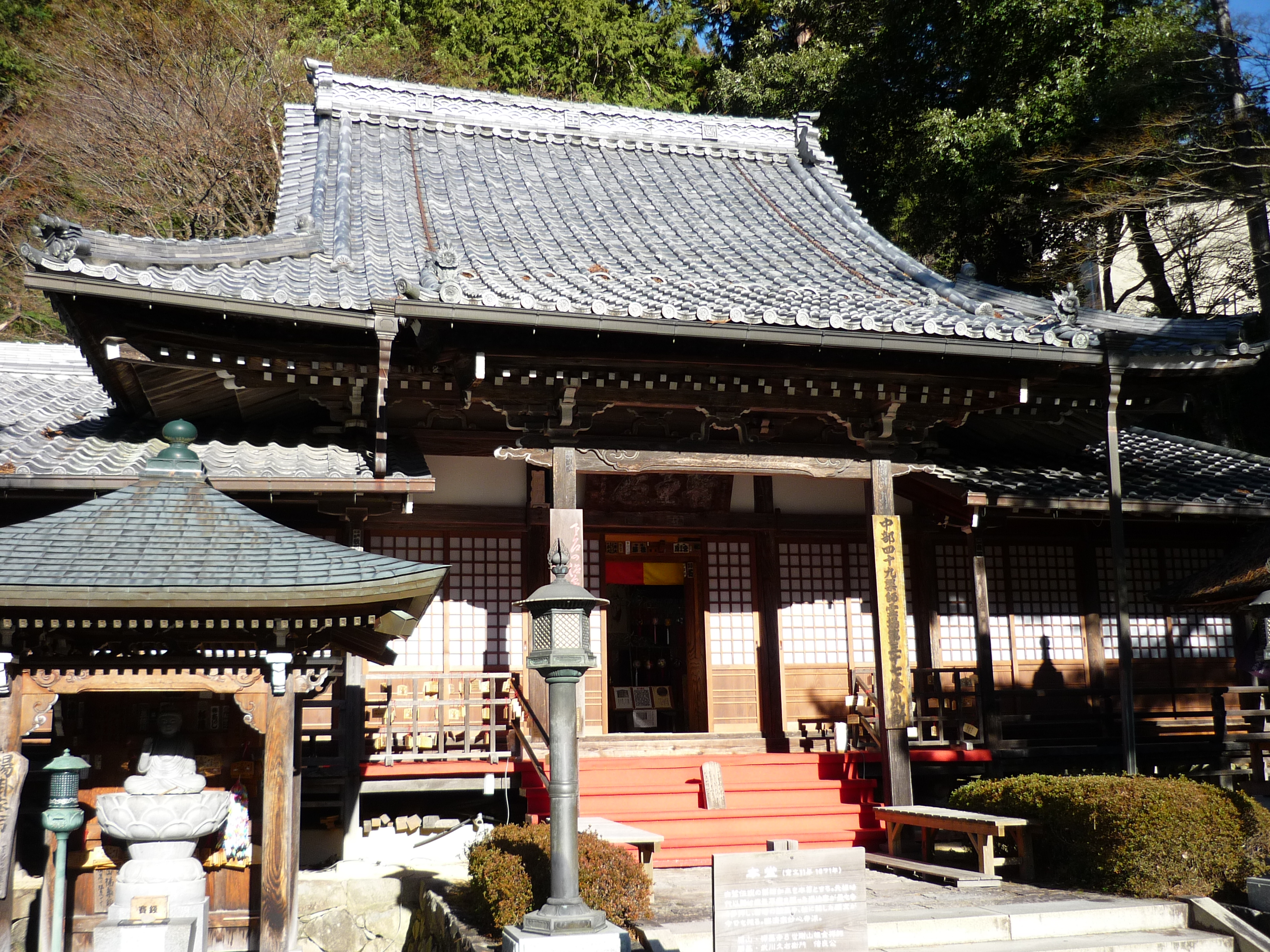
Temple des sources chaudes de Gero (2016).

En 1579, Mitsugi Yoritsuna (三木自綱), le gouverneur de la province de Hida, commença la construction du château de Matsukura avec l'intention d'en faire le siège du clan Mitsugi. Du début des travaux jusqu'à ce que le clan Mitsugi puisse s'installer dans le nouveau château, Sakurabora servit de centre du pouvoir à Yoritsuna. Puis, une fois que le clan fut établi au château de Matsukura, les Mitsugi se servirent de Sakurabora comme leur résidence d'hiver.
En 1585, Kanamori Nagachika attaqua et s'empara du château de Sakurabora. Nagachika construisit sa propre forteresse, le château de Hagiwara-Suwa (萩原諏訪城, Hagiwarasuwa-jō). Après cela, le château de Sakurabora tomba en déshérence.